# A Letter to Elia
A Letter to Elia is een documentaire uit 2010 van regisseur Martin Scorsese. De film draait rond het leven en de carrière van filmmaker Elia Kazan. De documentaire ging in première op het filmfestival van Venetië in 2010.

## Inhoud
De documentaire toont de woelige carrière van filmmaker Elia Kazan, de man die ooit enkele communistische collega's verried. Dat maakte van hem destijds een buitenbeentje in Hollywood.
Scorsese concentreert zich in de documentaire voornamelijk op twee films van Kazan: On the Waterfront (1954) en East of Eden (1955). Die hadden beide een grote invloed op de denkbeelden van Scorsese, die in de docu ook een persoonlijke blik werpt op Kazan.